# Kinesisk grästimalia
Kinesisk grästimalia (Graminicola striatus) är en fågel i familjen marktimalior inom ordningen tättingar.

## Utseende
Indisk grästimalia är en 16–18 cm lång fågel med bred, avsmalnad stjärt. Ovansidan är svart med rostfärgad och vitaktig streckning, undersidan vit med rostbeige på bröstsidor och flanker. Stjärten är svartaktig med vit spets. Jämfört med liknande och nära släktingen indisk grästimalia har den bredare och mer ockrafärgad streckning ovan, smalare ljus stjärtspets, längre näbb och mindre tydligt vitt ögonbrynsstreck.

## Utbredning och systematik
Kinesisk grästimalia behandlas antingen som monotypisk eller delas upp i två underarter med följande utbredning:
- Graminicola striatus sinicus – södra Kina (östra Guangxi och Guangdong)
- Graminicola striatus striatus – södra Myanmar, förmodat utdöd i Thailand och Vietnam och möjligen på Hainan

### Artstatus
Tidigare betraktades den som en underart till G. bengalensis och vissa gör det fortfarande. Den urskiljs numera dock oftast som egen art efter studier som visar på skillnader i både utseende, läte och genetik.

### Familjetillhörighet
Fram tills nyligen betraktades Graminicola helt okontroversiellt vara gräsfåglar, men DNA-studier visar att de hör hemma i familjen marktimalior.

## Levnadssätt
Fågeln hittas i högväxt fuktig gräsmark (0,8–1,3 m högt), vassbälten och annan våtmarksvegetation. Födan är dåligt känd, men intar små ryggradslösa djur. I Hong Kong häckar den från slutet av mars till början av september och flygga ungar har hittats mellan maj och juli.

## Status
Arten tros ha en världspopulation uppskattad till mellan 2 500 och 10 000 vuxna individer. Den tros också minska i antal till följd av förändring av dess levnadsmiljö. Internationella naturvårdsunionen IUCN placerar den i hotkategorin nära hotad.